# Stay away from Gretchen
Stay away from Gretchen: Eine unmögliche Liebe ist der Debütroman von Susanne Abel, der 2021 bei dtv erschienen ist. Die Erzählung thematisiert auf zwei Zeitebenen die Geschichte Gretas, die als Flüchtling nach Heidelberg zog, gemeinsam mit einem afroamerikanischen Soldaten ein Kind bekam und die im hohen Alter an der Alzheimer-Krankheit leidet. Der Roman wurde überwiegend positiv besprochen und etablierte sich über mehrere Monate als Bestseller. Er wurde in mehrere Sprachen übersetzt.

## Inhalt
Die Handlung spielt auf zwei Zeitebenen, zum einen im Zeitraum von 1939 bis 1956 und zum anderen von 2015 bis 2016. Beide Stränge sind über die Lebensgeschichte der Hauptfigur Greta verbunden.

### Handlung
Die frühere Handlung beginnt am Tag des Ausbruchs vom Zweiten Weltkrieg; die junge Greta lebt mit ihrer Familie in Preußisch Eylau. Greta und ihre ältere Schwester Fine sind leidenschaftliche Mitglieder im Jungmädelbund und glühende Verehrerinnen Adolf Hitlers; ihr Vater Otto ist Mitglied bei der NSDAP, während Ludwig, der Großvater mütterlicherseits, Sozialdemokrat ist. In der Kriegszeit wird Otto von der Wehrmacht eingezogen und gilt ab 1942 als vermisst, nachdem er an der Ostfront stationiert war. Fine muss zum Reichsarbeitsdienst auf einen Bauernhof in größerer Entfernung umziehen. Nach den Angriffen auf Königsberg fliehen Greta, ihre Mutter Emma, ihre Großmutter Auguste und Großvater Ludwig. Sie werden jedoch getrennt, sodass Ludwig und Greta allein das Grenzdurchgangslager Friedland erreichen und auf einem Bauernhof unterkommen; später stößt Fine zu ihnen. Ludwig nimmt Kontakt zu seiner Schwägerin in Heidelberg auf, wohin die drei umziehen und wo sie wieder mit Auguste und Emma vereint sind.
Im unter amerikanischer Besatzung stehenden Heidelberg unterstützt Greta ihre Familie auch durch den Handel mit Schwarzmarktgütern. An einem Tag tauscht sie eine Nähmaschine ein, damit ihre Mutter als Näherin Geld verdienen kann. Sie verliert die Maschine aber, als sie von einer Bande Jugendlicher angegriffen wird. Ein afroamerikanischer Soldat namens Bob Cooper beobachtet den Vorfall und bringt Greta die Maschine nach Hause. Bob hilft der Familie in der Folgezeit immer wieder, beispielsweise durch die Vermittlung von Nähaufträgen für das US-Militär oder durch Lieferung von Lebensmitteln, und wird für die Familie ein gern gesehener Gast. Greta und Bob beginnen eine geheime Liebesbeziehung und verloben sich. Greta wird schwanger, wodurch das Paar seine Beziehung nicht länger geheim halten kann. Emma lehnt die Verbindung ihrer Tochter mit einem dunkelhäutigen Amerikaner ab. Nach der Geburt von Marie erkrankt Greta an Kindbettfieber. Bob kann als Soldat das zu dieser Zeit noch seltene Penicillin besorgen und bleibt zwei Tage bei der schwerkranken Greta und Marie, obwohl er damit ein Disziplinarverfahren riskiert. Kurze Zeit nach der Geburt reist Bob ohne jegliche Nachricht ab und taucht nicht wieder auf.
Da Greta eine unverheiratete Mutter ist, übernimmt ein Mitarbeiter vom Jugendamt die Vormundschaft über Marie. Die ersten drei Jahre wächst Marie in ihrer Familie auf, doch nach Augustes Tod fehlt Greta eine wichtige Unterstützung bei der Kinderbetreuung. Außerdem kehrt Otto aus russischer Kriegsgefangenschaft zurück und akzeptiert das dunkelhäutige Kind nicht als Enkelin. Infolgedessen gibt Greta Marie vorübergehend ins Kinderheim. Bei einem Besuch bekommt Greta mit, dass Marie als Brown Baby dort ungerecht behandelt wird. Es kommt zu einem Streit, bei dem Greta eine Nonne, die im Heim als Erzieherin tätig ist, verletzt und deshalb inhaftiert wird. Nach der Haftstrafe ist Marie verschwunden. Greta möchte sich im Neckar ertränken und wird von Konrad Monderath gerettet.
Im Jahr 2015 muss der Nachrichtensprecher Tom Monderath seine verwitwete Mutter Greta aus einem Krankenhaus in Aschaffenburg abholen, nachdem sie nachts allein von Köln dorthin gefahren ist. Ein Arzt teilt ihm den Verdacht mit, dass sie an der Alzheimer-Krankheit leidet. Anfangs vertraut er dieser Diagnose nicht, da Gretas Verhaltensweisen in seiner Gegenwart für ihn unverändert wirken, doch im Laufe der Zeit und mit Fortschreiten der Demenz – beispielsweise lässt Greta ein Bad ein, sodass die Badewanne überläuft und den Wohnungsboden unter Wasser setzt, oder sie kauft einen Neuwagen, an den sie sich bei Auslieferung nicht erinnert – akzeptiert Tom die Erkrankung seiner Mutter. Er besucht seine Mutter häufiger als in den Jahren zuvor. Außerdem versichert er sich, dass Greta im Alltag Unterstützung von der Nachbarin Helga Schmitz erhält, mit der Tom seit seiner Kindheit ein gutes Verhältnis hatte, da sie sich oft seiner annahm.
Im Laufe der Handlung findet Tom immer mehr über die Vergangenheit seiner Mutter heraus. So entdeckt er beim Aufräumen Bilder von Bob und Marie, und mit zunehmender Demenz gibt auch seine Mutter ab und zu Informationen preis. Seine Arbeitskollegin Jenny hilft Tom bei der Recherche nach den beiden ihm unbekannten Personen. Sie finden Bob in einem Altenheim der US Army, doch dieser möchte keinen Kontakt zu Tom oder Greta haben. Tom fliegt nach Amerika und fährt zu dem Heim. Bob erkennt Tom sofort, da dieser ein Abbild seines eigenen Vaters ist, der Bob in der Vergangenheit besucht hatte, um etwas über den Verbleib Maries zu erfahren. Konrad Monderath vermutete, dass Bob Marie in die USA geholt hatte, da er im Zeitraum von Maries Verschwinden in Deutschland war. Bob war damals zwar in Deutschland, nachdem er unter anderem im Koreakrieg gedient hatte, konnte seine Verlobte Greta und Marie aber nicht finden. Stattdessen sprach er mit Emma, die ihn anlog und sagte, dass Greta nicht mehr in Heidelberg lebe, verheiratet sei und ihr Ehemann Marie adoptiert habe. Wegen des Verrats wollte er keinen Kontakt mehr zu Greta aufnehmen. Marie wurde jedoch in einem Adoptionsprogramm, das Brown Babies an afroamerikanische Familien vermittelte, ohne Gretas Wissen oder Zustimmung in die USA gebracht. Durch das Gespräch mit Tom bemerkt Bob seinen Irrtum und ist dazu bereit, ihn nach Deutschland zu begleiten. Greta erkennt Bob zwar nicht, aber sie fühlt sich zu ihm hingezogen und spürt eine Verbindung zu ihm; ab und zu kommen bei ihr Erinnerungsfetzen auf. Es wird aber klar, dass es für Greta und Bob keine gemeinsame Gegenwart und Zukunft geben wird.
Während Bob in Deutschland zu Besuch ist, erhält Jenny eine Nachricht aus Amerika. Tom und sie hatten über Social Media nach Spuren zu Marie gesucht. Ein Enkel von Marie, die nach der Adoption Grace hieß, erkannte sie. Die Lebensdaten von Grace stimmen mit denen von Marie überein, so dass ein Irrtum ausgeschlossen werden kann. Ihr wurde gesagt, dass ihre Mutter tot sei und der Vater unbekannt, weshalb sie nicht nach ihrer Familie suchte. Grace fliegt nach Deutschland und trifft dort zunächst ihren Halbbruder, der ihr einen Stapel Briefe überreicht, die Greta über die Jahre an sie geschrieben hatte. Später trifft sie auf ihre leiblichen Eltern.
Für die Recherche nach möglichen Familienmitgliedern hatten Tom und Jenny zudem einen DNA-Test gemacht, um so mögliche Familienmitglieder in den Gendatenbanken zu finden. Es stellt sich heraus, dass in den Vereinigten Staaten zwei Halbbrüder väterlicherseits leben, womit Tom sich jedoch nicht sofort beschäftigen möchte.

### Figuren
- Greta Monderath, geborene Schönaich: Protagonistin in beiden Handlungssträngen
- Thomas „Tom“ Monderath: Nachrichtensprecher und Sohn von Greta
- Ludwig Sabronski: Großvater von Greta
- Auguste „Gustl“ Sabronski, geborene Holloch: Stiefgroßmutter von Greta, Frau von Ludwig
- Robert „Bob“ Cooper: US-Soldat, Verlobter von Greta in der Nachkriegszeit
- Helga Schmitz: Nachbarin von Greta, Vertraute von Tom
- Jenny Walter: Mitarbeiterin von Tom
- Emma Schönaich, geborene Sabronski: Mutter von Greta
- Josefine „Fine“ Schönaich: Schwester von Greta
- Otto Schönaich: Vater von Greta, Soldat und Kriegsgefangener im Zweiten Weltkrieg
- Elise „Elis“ Holloch: Schwägerin von Auguste und Vertraute von Greta
- Grace/Marie „Mariele“: Tochter von Greta und Bob, Halbschwester von Tom
- Karl-August Ebert: Jugendamtmitarbeiter, Vormund von Marie
- Konrad Monderath: Ehemann von Greta, Vater von Tom

## Hintergrund
Susanne Abel war vor ihrer schriftstellerischen Karriere bei Fernsehproduktionen tätig, wo sie Regie führte. Sie gibt an, dass ihrer Meinung nach wichtige Themen aus Furcht um die Quote von Fernsehverantwortlichen abgelehnt würden. In ihrem Buch konnte sie sich genau diesen Themen wie Fremdenfeindlichkeit, transgenerationalem Trauma und Demenz zuwenden.
Abel bezeichnet Stay away from Gretchen als Herzensprojekt. Zwei Ereignisse hatten sie zum Schreiben der Geschichte motiviert. Zum einen war Abels eigene Mutter über 12 Jahre demenzkrank. Dies war eine Zeit, in der ihre Mutter Themen offenbarte, über die sie vorher immer geschwiegen hatte. Das andere Ereignis war die Flüchtlingskrise in Deutschland 2015 und 2016, die im Roman ebenfalls thematisiert wird. Abel sah 2015 in einem Fernsehbericht zwei alte Menschen, die für die Flüchtlinge spenden wollten, weil sie sich an ihre eigene Fluchtsituation aus Ostpreußen erinnerten und mit den Flüchtlingen mitfühlten.
Der Titel weist zwar einerseits auf die titelgebende Hauptfigur hin, gleichzeitig war Stay away from Gretchen auch ein Aufruf an die US-Soldaten in der Besatzungszeit. Die Soldaten sollten sich den deutschen Frauen nicht zu sehr annähern, beziehungsweise war es ein Ausdruck für das Fraternisierungsverbot.

## Ausgaben

### Deutschsprachig
Gebunden:
- Susanne Abel: Stay away from Gretchen: Eine unmögliche Liebe. dtv, München 2021, ISBN 978-3-423-28259-8, S. 528.

Taschenbuch:
- Susanne Abel: Stay away from Gretchen: Eine unmögliche Liebe. dtv, München 2023, ISBN 978-3-423-22014-9, S. 544.

Hörbuch:
- Susanne Abel: Stay away from Gretchen: Eine unmögliche Liebe. (Sprecherin: Vera Teltz), HörbucHHamburg HHV GmbH, Hamburg 2021, Spieldauer: 14:04 Stunden

### Übersetzungen
Der Roman wurde in mehrere Sprachen übersetzt, darunter Französisch, Italienisch, Portugiesisch und Slowakisch.

## Rezeption

### Verkaufserfolg und Auszeichnungen
Der Roman stand mehr als ein Jahr in der Spiegel-Bestsellerliste. In den von Media Control für das Börsenblatt erhobenen Jahrescharts für belletristische Werke belegte die Hardcover-Version des Romans 2021 Platz 9 und 2022 Platz 6; als Taschenbuch führte das Buch 2023 die Taschenbuch-Jahrescharts für Belletristik an. Insgesamt wurden über 700.000 Bücher verkauft.
Vom Hörbuch, das von Vera Teltz gesprochen wurde, wurden mehr als 100.000 Stück als CD oder Download verkauft; dafür wurde es mit der Goldenen Schallplatte ausgezeichnet.
Im Jahr 2021 war Stay away from Gretchen als Lieblingsbuch der Unabhängigen nominiert.

### Kritiken
In den Medien wurde der Roman überwiegend positiv aufgenommen. Elke Heidenreich bezeichnete ihn als „Wahnsinns-Buch“, während Denis Scheck Abel und ihrer konventionellen Geschichte Beobachtungsschärfe und Empathie attestierte. Markus Reiter von der Stuttgarter Zeitung merkte die sorgfältige Recherchearbeit Abels an, durch die es gelinge, „den Rassismus in der frühen BRD als Resonanzraum für die Rassismusdebatte der Gegenwart zu nutzen“. Die Leser würden zum Nachdenken über die Komplexität von Rasse, Identität und Familie gebracht. Er sieht in Stay away from Gretchen eine erfrischende, empathische Geschichte.
Eine ausführliche Rezension schrieb Gerhard Beckmann für das Online-Magazin Culturmag. Er sieht in dem Roman einen Neuansatz der zeitgenössischen deutschen Literatur, der in Teilen dem Aufbau eines guten Dokumentarfilms folgt, da hier eine dichte, glaubhafte und recht echte Lebensrealität dargestellt werde. Seiner Meinung nach wird in dem Roman von der Würde des Menschen und der Achtung seiner Existenz erzählt, wie in keinem anderen literarischen Werk der letzten Jahre. Beckmann stellt zudem heraus, dass es bemerkenswert sei, dass der Roman sich so lange in der Bestsellerliste gehalten habe, obwohl er zwar positiv besprochen wurde, aber eine ausführliche Rezension in den führenden Feuilletons vollkommen fehlte.

## Fortsetzung
Im Jahr 2022 erschien mit Was ich nie gesagt habe: Gretchens Schicksalsfamilie von Susanne Abel die Fortsetzung zu Stay away from Gretchen. Hier wird die Handlung am Ende des Romans aufgegriffen, nachdem Tom von der Existenz seiner Halbbrüder erfahren hatte. Im Mittelpunkt der Handlung steht nun Konrad Monderath, Toms Vater.